# Chiesa di San Pietro (Roncà)
La chiesa di San Pietro è la parrocchiale di Brenton, frazione del Comune di Roncà, in provincia di Verona e diocesi di Vicenza; fa parte del Vicariato di San Bonifacio-Montecchia di Crosara, precisamente dell'Unità Pastorale di Roncà, Terrossa, Santa Margherita e Brenton.

## Storia
Le Rationes decimarum degli anni 1297-1303 testimoniano la presenza di un sacerdote a Brenton di nome Bartolomeo, dipendente dalla Pieve di Montecchia di Crosara.
Al 1400 risale l’attestazione dell’esistenza di una chiesa dedicata a San Pietro, retta da un sacerdote e con un beneficio ecclesiastico. Da alcuni documenti si ipotizza che le contrade di Santa Margherita, Piane e Paradiso fossero comprese nella cura d’anime.
Nel 1567 il Vescovo di Vicenza Matteo Priuli, vista la diminuzione del numero dei fedeli a causa della peste, aggregò la parrocchia e beneficio di Brenton e Santa Margherita a quella di Santa Maria Annunziata di Roncà. La decisione fu l'immediata conseguenza della visita pastorale del Vicario del Priuli, avvenuta il 19 aprile di quell'anno, mentre il presule si trovava a Montecchia di Crosara.

Sempre nella stessa occasione il Vicario constatò il tetto cadente e le generali cattive condizioni dell'edificio sacro.
Il nobile Giovanni Battista Brenzon, nel 1682, lasciò un legato per il quale si celebrasse la Santa Messa nella chiesa in tutte le feste di precetto. Queto portò la popolazione ad erigere una canonica, di modo che un sacerdote potesse abitare in loco. Questi poteva confessare, comunicare i fedeli, amministrare il Viatico agli infermi e occuparsi della Dottrina Cristiana, mentre i battesimi rimanevano celebrati a Roncà. Questo lo si apprende dalle visite pastorali dei Vescovi Antonio Marino Priuli nel 1745 e di Luigi (o Angelo) Maria Grabrieli del 1782.
Nel 1821 gli abitanti di Brenton chiesero al Vescovo Giuseppe Maria Peruzzi di inviare un sacerdote stabile presso la loro chiesa, vista la distanza dalla chiesa di Santa Maria Annunziata. Proprio quell’anno, il 31 agosto, il presule "condotto in portantina giacché mal si reggeva in piedi" visitò la chiesa e amministrò le Cresime. Il successivo 15 ottobre istituì la chiesa di Brenton come sussidiaria di Roncà, con diritto di battezzare, celebrare i matrimoni (col permesso del parroco di Roncà, che era obbligato a concederlo) e di seppellire i morti, mentre il rettore avrebbe dovuto recarsi a Roncà nel giorno dell'Annunziata. Il sacerdote sarebbe stato eletto dai capifamiglia e per il suo sostentamento vi erano beni e incerti.
Al 1828 risale l’attuale cimitero, dopo che venne chiuso quello antecedente sul colle La Rincara.
Nel 1859 fu rifatta la canonica per decisione di don Agostino Perazzolo e con il contributo del Comune di Roncà, visto che si aggiunse un locale per la scuola, usato fino alla costruzione dell’apposito edificio, eretto su disegno di Teofilo Carbognin e inaugurato nel 1928.
La costruzione dell’attuale chiesa, progettata dall’ingegnere Casarotto di Montecchia di Crosara e su disegno del tagliapietra Fiorese di Arzignano avvenne tra il 1874 e il 1893 su terreno donato dalla famiglia Perazzolo.

L’edificio sacro precedente sorgeva a qualche centinaio di metri dall’attuale e fu chiuso per motivi di sicurezza il 2 settembre 1885 per ordine del Vescovo (oggi Santo) Giovanni Antonio Farina.
L’11 maggio 1928 il Vescovo Ferdinando Rodolfi eresse la parrocchia di Brenton con primo parroco don Luigi Posenato, giunto nel 1890 come curato, il quale si era adoperato per terminare l’edificio sacro, inaugurato nel 1893.
Il successore, don Francesco Marchetto, parroco dal 1933 al 1982 abbellì la chiesa con opere di alcuni artisti.
In occasione del centenario dell’inaugurazione della chiesa, nel 1993, si svolse un intervento di restauro dell’edificio.

## Descrizione

### La facciata
La facciata, preceduta una gradinata che si affaccia sulla strada, è a a capanna, con quattro lesene sormontate da un timpano con sopra una croce.
Dal sagrato si salgono alcuni scalini per accedere la portale ligneo rettangolare, sormontato da un timpano triangolare. In asse, al centro della facciata, un oculo.

### Interno
L’interno della chiesa presenta un'unica navata, con finestre a lunetta a introdurre la luce naturale.
Sui muri sono presenti una serie di dipinti sulla vita di Gesù Cristo, opera del pittore di Arzignano Francesco Noro, autore anche dei Quattro Evangelisti sulla volta del presbiterio.
La Via Crucis alle pareti fu collocata nel 1955 ed è opera del pittore di Schio Algisio Cavedon.
Il controsoffitto risale al 1924 e fece parte di lavori, diretti da Francesco Pizzolato di Arzignano, eseguiti in occasione della visita del Vescovo Rodolfi nel 1925. Gli affreschi sulla volta della navata, tra cui San Pietro che riceve le chiavi del Regno dei Cieli, sono opera dei pittori scledensi Vittorio e Valentino Puppin.
L’altare di San Giuseppe e di San Pancrazio fu acquistato a Roncà e rifinito dal tagliapietre Fiorese. Al suo interno la pala con il martirio di San Pancrazio dipinta da Francesco Noro.
Nel presbiterio, a pianta quadrata, a cui si accede salendo tre gradini (alla destra è collocato il fonte battesimale) e delimitato da balaustre, si trova l’altare maggiore. Sulle pareti vennero apposti due dipinti eseguiti nel 1953 da Vittorio Puppin con Gesù nell’orto e L’apparizione ad Emmaus. Quest'ultima fu rifatta nel 1976 dal pittore Giuseppe Modolo.
Chiude il presbiterio l’abside a pianta semicircolare, con catino absidale affrescato a cassettoni.

### L'organo
Dietro l’altare maggiore, nell’abside, è collocato l’organo.
Fu don Francesco Marchetto a voler installare un organo nel 1935, ma lo strumento attuale risale al 1944, opera di Zarantonello di Cornedo Vicentino.

## Campanile e campane
Osservando il lato sinistro esterno della chiesa, si nota quella che sembrerebbe una torre campanaria incompiuta, su cui oggi trova posto una campana.
A sinistra dell’edificio sacro, staccato da essa, è presente il campanile, alto 36 metri. Disegnato nel 1909 da Teofilo Carbognin, fu posta la prima pietra il 15 agosto 1910 e venne inaugurato nel 1914. La lapide sopra il portale d’ingresso ricorda che la costruzione fu benedetta dal Vescovo Principe di Ascoli Piceno Apollonio Maggio.
A pianta quadrata, con zoccolo a rafforzarne la base, presenta degli angoli in pietra alternata a mattoni, con un evidente gioco di bicromia.

La cella campanaria presenta quattro grandi monofore con balaustra e archi a tutto sesto. Un tamburo a sezione ottagonale fa da base alla copertura conica che culmina con una palla in pietra e la croce metallica.
Il concerto campanario collocato nella torre risulta composto da 3 campane in FA#3 montate alla veronese ed elettrificate.

Questi i dati del concerto:
1. FA#3 - diametro 985 mm - peso 520 kg - Fusa nel 1915 da Cavadini di Verona
2. SOL#3 - diametro 868 mm - peso 360 kg - Fusa nel 1871 da Cavadini di Verona
3. LA#3 - diametro 775 mm - peso 260 kg - Fusa nel 1871 da Cavadini di Verona

Le campane 2 e 3 fanno immaginare che queste siano state spostate dal campanile della chiesa precedente, mentre la 1 è una rifusione.